# 代議院 (ルーマニア)
代議院（だいぎいん、ルーマニア語: Camera Deputaţilor）は、両院制であるルーマニアの議会を構成する下院。312人の議員が比例代表制を基礎とする直接選挙で選出されており、任期は4年となっている。2008年と2012年の選挙では小選挙区比例代表併用制が採用されたが、2016年の選挙から従来の拘束名簿式比例代表制に戻された。またこの312人とは別に、各少数民族にも議席が割り当てられており、各党から1人が議員となっている。

## 院内勢力
| 政党名 | 政党名                           | 議員団長                       | 議席数 |
| ------ | -------------------------------- | ------------------------------ | ------ |
|        | 社会民主党 PSD                   | アルフレッド・シモニス         | 110    |
|        | 国民自由党 PNL                   | フロリン・ロマン               | 93     |
|        | ルーマニア救出同盟 USR           | リヴィウ＝ヨヌツ・モシュテアヌ | 55     |
|        | ルーマニア統一同盟 AUR           | アントニオ・アンドルシュチャク | 33     |
|        | ハンガリー人民主同盟 UDMR; RMDSZ | チョマ・ボトンド               | 21     |
|        | 少数民族諸政党                   |                                | 17     |